# Odszkodowanie ubezpieczeniowe
Odszkodowanie ubezpieczeniowe – wypłata kwoty do wysokości sumy ubezpieczeniowej (lub sumy gwarancyjnej), do której jest zobowiązany ubezpieczyciel w przypadku zajścia zdarzenia losowego określonego w umowie ubezpieczeniowej. 
Odszkodowanie ubezpieczeniowe z tytułu odpowiedzialności cywilnej zobowiązanego, poza szkodą majątkową (damnum emergens) obejmuje także utracone korzyści (lucrum cessans), a w szkodach na osobie może obejmować także zadośćuczynienie za doznaną krzywdę.
Podstawą wypłaty odszkodowania będzie umowa ubezpieczenia określona w art. 805 kodeksu cywilnego zawarta dobrowolnie lub wykonaniu nakazu ustawowego (zob. np. Ustawa z dnia 22 maja 2003 r. o ubezpieczeniach obowiązkowych).
Pomoc w uzyskaniu odszkodowania ubezpieczeniowego świadczy Rzecznik Finansowy, na podstawie ustawy z dnia 5 sierpnia 2015 r. o rozpatrywaniu reklamacji przez podmioty rynku finansowego, o Rzeczniku Finansowym i o Funduszu Edukacji Finansowej. Pomoc można też znaleźć w komercyjnych biurach doradztwa ubezpieczeniowego.